# テオフィリン
テオフィリン（英語: Theophylline）は、茶葉に含まれる苦味成分であり、アルカロイドの一種で、カフェインやテオブロミンと同じキサンチン誘導体に分類される。強力な気管支拡張作用があり、医薬品として、気管支喘息や慢性気管支炎、慢性閉塞性肺疾患（COPD）などの呼吸器系疾患の治療に用いられる。しかしその際に、副作用で痙攣を起こすことがあり問題になっている。茶葉に含まれる量は、医薬品として用いられる量に比べて非常に少ない。カフェインが肝臓で代謝される際の産生物の一部である。テオフィリンの作用は主として、ホスホジエステラーゼの阻害によるセカンドメッセンジャーとしての細胞内cAMP濃度の増大によるものである。
日本における商品名はテオロング（エーザイ）、テオドール（田辺三菱製薬）、ユニフィル（大塚製薬）などがあるが、この他に現在は後発医薬品が各社から販売されている。徐放錠剤、徐放顆粒剤、内用液、シロップ剤等が存在する。

## 効能・効果

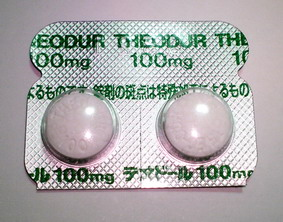
テオドール錠100mg
（田辺三菱製薬）

気管支喘息、喘息性（様）気管支炎、慢性気管支炎、肺気腫
非徐放性の経口液は早産・低出生体重児における原発性無呼吸（未熟児無呼吸発作）に使用される。
薬理学的なテオフィリンの作用を列挙すると、
- 気管支平滑筋の弛緩
- 心筋の収縮力の増強（正の変力作用（英語版））
- 心拍数の増加（正の変時作用（英語版））[2]
- 血圧の上昇
- 腎血流量の増加
- 抗炎症作用
- 中枢神経系の刺激作用（主に延髄の呼吸中枢）

- アデノシン作用（睡眠誘導、気管支平滑筋収縮、心筋弛緩）の遮断

である。

### 研究中の用途
2008年に報告された臨床研究では、無臭覚症の改善に効果を示した。

## 副作用
重大な副作用には、
- ショック、アナフィラキシーショック、痙攣、意識障害、急性脳症、
- 横紋筋融解症、消化管出血、赤芽球癆、肝機能障害、黄疸、頻呼吸、高血糖症

が挙げられている。
テオフィリンは様々な薬剤と相互作用を起こし、血中濃度上昇することが知られている。シメチジンやフェニトインはその筆頭である。
　テオフィリンは気管支喘息によく使われ有用性が極めて高いが、治療域が狭いので中毒症状が出易く、しばしば血中濃度のモニタリング（TDM）が必要となる。脱水・心不全・肝障害・薬剤相互作用等の影響を受け易く、安易に使うと中毒域に容易に陥ってしまうために、使い慣れていないとリスクもある。石崎高志らが臨床薬理学的な検討を1970年代に既に詳細に行っている（https://doi.org/10.11477/mf.1402218985）。
　上記以外にも、嘔気、下痢、心拍数増加、不整脈、中枢刺激症状（頭痛、不眠、易刺激性、眩暈、立ちくらみ）を引き起こす。重篤な副作用として痙攣があり、（神経学的に）非常事態と考えるべきである。これらの毒性はエリスロマイシン、シメチジン、フルオロキノロン（シプロフロキサシン等）で増強される。また、脂肪食摂取後に服用すると血中濃度が増加して中毒域に達しやすい。これは徐放性であるべき製剤が脂質に溶解して過量放出されるからである。テオフィリンの過量毒性はβ遮断薬で治療できるが、喘息患者にはβ遮断薬は禁忌である。痙攣のほか、心拍数の増加が問題となり易い。胃洗浄、活性炭による血液透析等により、血中濃度を下げる必要がある。

## 作用機序
他のメチル化キサンチンと同様に、テオフィリンは、
1. 競合的非選択的ホスホジエステラーゼ阻害薬であり[10]、細胞内環状アデノシン一リン酸（cAMP）を増加させ、cAMP依存性プロテインキナーゼ（PKA）を活性化させ、腫瘍壊死因子（TNF-α）を阻害し[11][12]、ロイコトリエン合成を阻害し[13]、炎症を低減させて自然免疫を抑制する[13]。
2. 心筋や気管支平滑筋などに存在するアドレナリンβ受容体はアデニル酸シクラーゼと共役しているため、テオフィリンの摂取・服用はアドレナリンβ作用を強め、気管支平滑筋を弛緩させ、喘息等に効果を示す。
3. 非選択的アデノシン受容体拮抗薬であり[14]、A1、A2、A3受容体を同程度遮断する。心臓への作用の多くはこれで説明できる。

テオフィリンはホスホジエステラーゼを阻害してcAMPを増加させる事で、気管支拡張、利尿、中枢神経系刺激、心臓刺激、胃酸分泌の各作用を発現すると共に、カテコールアミンを刺激して脂肪分解、グリコーゲン分解、糖新生を促進し、副腎髄質細胞からのアドレナリンの放出を誘導する。（利尿は中枢の抗利尿ホルモン（アルギニンバソプレッシン）がcAMP増加で阻害されることによる。）
アデノシンは、心筋の酸素需要量を調節する内因性細胞外メッセンジャーである。アデノシンは細胞表面の受容体を介して細胞内シグナル伝達に影響を与え、冠状動脈血流量を増加、心拍数を低下、房室伝導を遮断、心臓の自動性を抑制、β-アドレナリン作用（心収縮力）を低下させる。アデノシンはまた循環血中のカテコールアミンによる変時作用および変力作用に拮抗する。それらの結果、アデノシンは心拍数を低下させ、心収縮力を減少させ、心筋への血液供給を増加させる。特定の条件下では、このメカニズム（心保護機能）はアトロピン抵抗性の難治性徐脈性無収縮を引き起こす。アデノシンの効果は濃度依存的である。細胞表面のアデノシン受容体はテオフィリンやアミノフィリン等のメチルキサンチンで競合的に阻害されて、心拍数が増加し心収縮が増大する。
テオフィリンはまたCOPDや喘息での悪性化増殖因子β誘導性の肺線維芽細胞-筋線維芽細胞転換をcAMP-PKA経路経由で阻害し、コラーゲンの蛋白質をコードするCOL1 mRNAを抑制する。
テオフィリンはCOPDまたは喘息の患者の内、ステロイド治療に抵抗性の喫煙者（酸化ストレスが上昇している）に対して、独立した別の作用機序によって臨床的な効果をもたらす。テオフィリンはin vitro で、喫煙の酸化ストレスで低下したヒストン脱アセチル酵素（HDAC）活性を元に戻し、ステロイドの効果を復活させることができる。さらに、テオフィリンはHDAC2を直接活性化させる。（ステロイド系抗炎症薬はHDAC2にヒストンを脱アセチル化させて、炎症性メディエーターが生成する過程を阻害する事で炎症反応を停止させる。一旦脱アセチル化されると、DNAは再パッケージされ、炎症遺伝子のプロモーター領域にNF-κB等の転写因子が結合できなくなり、炎症反応が進行しなくなる。煙草の煙による酸化ストレスは、HDAC2の活性を阻害してステロイドの抗炎症作用を遮断することが示されている。）

## 自然界での存在
カカオ豆には微量のテオフィリンが含まれている。含有量はクリオロ種のカカオ豆では最大で3.7mg/gであると報告されている。
淹れられた茶からも痕跡量のテオフィリンが検出されるがその量は約1mg/Lであり、治療に必要な量に較べると遥かに少ない。

## 薬物動態

### 吸収
テオフィリンの吸収は良く、バイオアベイラビリティはほぼ100%である。

### 分布
テオフィリンは細胞外液、胎盤、乳汁、中枢神経系に分布する。血漿蛋白質結合率は4割である。分布容積は0.5L/kgで、新生児や肝硬変、栄養失調のある患者で増加し、肥満患者で減少する。

### 代謝
テオフィリンは主に肝臓で（7割程度まで）代謝される。シトクロムP450のCYP1A2で脱メチル化される。反応次数0の経路とミカエリス・メンテン式に従う経路が共存する。代謝は治療域の濃度で非線形に飽和するので、投与量を少し増量する事で血中濃度が大きく増加することがあり得る。テオフィリンの一部がメチル化されてカフェインになる事も、特に小児の治療では重要な要素となる。非徐放性の内用液を用いた場合のカフェインの半減期は約100時間である:17。喫煙者は代謝酵素が活性化しているため薬が効きにくくなり、肝障害を持つ患者は、代謝が低下しているため副作用に注意が必要となる。テトラヒドロカンナビノール（THC）とニコチンは共にテオフィリン代謝を促進する。

### 排泄
テオフィリンは未変化で尿中に1割程度までが排泄される。その排泄は、小児、喫煙者（成人・高齢者）、嚢胞性線維症患者、甲状腺機能亢進症患者で増加する一方、（非喫煙）高齢者、急性鬱血性心不全患者、肝硬変患者、甲状腺機能低下症患者、発熱性ウイルス性疾患患者では減少する。
推定血中濃度半減期は色々と変わり、未熟児では30時間、新生児で24時間、1〜9歳の小児で3.5時間、成人非喫煙者で8時間、成人喫煙者で5時間、肝障害患者で24時間、NYHA分類I〜II度の鬱血性心不全患者で12時間、NYHA分類III〜IV度の患者で24時間、高齢者で12時間である。

## 用法・用量
成人には 1回200mgを、小児には1回100〜200mgを、1日2回、朝および就寝前に経口投与する。
小児では、日本小児アレルギー学会の『小児気管支喘息治療・管理ガイドライン2012』で、1歳以上の幼児・小児には4〜5mg/kg、乳児（生後6ヶ月以上1年未満）には3mg/kg、6ヶ月未満の乳児・新生児には使用非推奨とされている。

## 構造

キサンチンの誘導体の一般構造

テオフィリンはキサンチンの誘導体の一つであり、上図の構造の中でR1とR2がメチル基で置換された構造をしている。R2とR3がメチル基で置換されたテオブロミン（3,7-ジメチルキサンチン）とは位置異性体の関係にある。
参考までに、カフェインではR1、R2、R3が全てメチル基で置換されており、その代謝物であるパラキサンチンはR1・R3ジメチル体である。

## 開発の経緯
1859年に、Salterは濃いコーヒーが喘息治療に有効であることを報告した。1888年にはドイツ人生物学者アルブレヒト・コッセルが、カフェインよりも気管支平滑筋拡張作用がはるかに強力であるテオフィリンを茶葉から抽出単離した。1895年には構造が決定され、ドイツ人の化学者エミール・フィッシャーとローレンツ・オーによって化学合成がなされた。1900年にはヴィルヘルム・トラウベのプリン合成法が紹介された。1902年にテオフィリンが利尿薬として臨床的に初めて使用された。その20年後に、喘息治療への応用例が初めて報告された。1937年にHerrmannらが気管支喘息の急性発作に対するテオフィリン（アミノフィリン）の臨床的有用性を報告した。1950年代に入ると、呼吸器系疾患の治療に用いられるようになった。

## 禁忌
- 本剤又は他のキサンチン系薬剤に対し重篤な副作用の既往歴のある患者には投与しないこと[30]

- 西洋オトギリソウ含有食品、市販胃腸薬、タバコ(喫煙)、カフェイン含有品にも、注意が必要。

## 慎重投与
次の患者には慎重に投与すること
- てんかんの患者［中枢刺激作用によって発作を起こすことがある。］
- 甲状腺機能亢進症の患者［甲状腺機能亢進に伴う代謝亢進、カテコールアミンの作用を増強することがある。］
- 急性腎炎の患者［腎臓に対する負荷を高め、尿蛋白が増加するおそれがある。］
- 鬱血性心不全の患者［テオフィリンクリアランスが低下し、テオフィリン血中濃度が上昇することがあるので、血中濃度測定等の結果により減量すること。］
- 肝障害のある患者［テオフィリンクリアランスが低下し、テオフィリン血中濃度が上昇することがあるので、血中濃度測定等の結果により減量すること。］
- 高齢者
- 妊婦又は妊娠している可能性のある婦人、産婦、授乳婦
- 小児

1. 特に乳幼児は成人に比べて痙攣を惹起しやすく、また、テオフィリンクリアランスが変動しやすいのでテオフィリン血中濃度のモニタリングを行うなど慎重に投与すること。なお、次の小児にはより慎重に投与すること。
  1. てんかん及び痙攣の既往歴のある小児［痙攣を誘発することがある。］
  2. 発熱している小児［テオフィリン血中濃度の上昇や痙攣等の症状があらわれることがある。］
  3. 6ヵ月未満の乳児［乳児期にはテオフィリンクリアランスが一定していない。6ヵ月未満の乳児ではテオフィリンクリアランスが低く、テオフィリン血中濃度が上昇することがある。］
2. 低出生体重児、新生児に対する安全性は確立していない。（使用経験がない。）

## ドラマでの引用
ドラマ「アンサング・シンデレラ」第7回では、ぜんそく薬のテオフィリンを喫煙者に対してタバコによる代謝促進を考慮して多めに処方されていたのが、タバコを吸うのを控えるようになったためにテオフィリンの血中濃度が上昇し、テオフィリン中毒になってめまいや動悸が発生して、重い病気ではないかと勘違いするシーンに引用されていた。